# Jörg Hafner
Jörg Hafner (* 1965 in Hasle LU) ist ein ehemaliger Schweizer Waffenläufer und sechsfacher Schweizer Meister.

## Leben
In seiner Laufbahn erreichte Jörg Hafner 51 Tagessiege. Zwischen 1999 und 2005 wurde er sechs Mal zum Schweizer Meister gekürt – bislang war nur Albrecht Moser mit 56 Tagessiegen und acht Schweizer-Meister-Titeln erfolgreicher.
Sein Interesse am Waffenlauf begann kurz vor seinem 30. Geburtstag, als er sich nach der Betätigung als Langläufer, Dua- und Triathlet neu ausrichten wollte. Die Entscheidung für den Waffenlauf fiel eher zufällig, als der Anmeldeschluss für den Jungfrau-Marathon, den er bestreiten wollte, bereits abgelaufen war, und er sich an eine TV-Sendung über den Waffenlauf erinnerte.
Nach der aktiven Zeit als Waffenläufer war er bei Swiss Athletics für die Berglauf-Disziplinen tätig und betreute die Berglauf-Spezialistin Martina Strähl.
Hafner ist beruflich als Zollfahnder tätig.